# Lumpna funderingar
"Lumpna funderingar" är en sång skriven av Lars Olof Larsson, Ted Larsson (nytt namn: Ted Leinsköld), Ken Siewertson och Mats Carinder och ursprungligen inspelad av Factory och släppt på singel 1978, med "Can't Stop It" som B-sida, samt på gruppens debutalbum Factory 1979.

## Låtlista
1. "Lumpna funderingar" – 5:01
2. "Can't Stop It" – 4:00

## Listplaceringar
| Lista (1978) | Position |
| ------------ | -------- |
| Sverige      | 20       |

### Fotnoter
1. ↑  Information i Svensk mediedatabas.
2. ↑  Placering på den svenska singellistan